# Spoorlijn Karlskoga - Ervalla
De spoorlijn Karlskoga - Ervalla is een museumspoorlijn van de Nora Bergslags Veteran-Jernväg, NBVJ, rond de Zweedse stad Nora. De baan is normaalsporig en wordt bereden met stoomlocomotieven, railbussen en locomotoren. Vanaf het kopstation Nora is er een oostelijke tak richting Ervalla station, en een westelijke naar het station Bofors in Karlskoga. De NBVJ is actief sinds 1986.

## Nora
Het historische station van Nora is van 1900. De nabijgelegen locomotiefloods dateert uit het midden van de negentiende eeuw. Bij station Nora staan enkele spoorwegwagons die dienen als jeugdherberg.

## Seizoen
De treinen van de NBVJ rijden vooral tijdens het Zweedse zomerseizoen, dat loopt van eind juni tot half augustus. De maandag, de dinsdag en de vrijdag gelden als rustdagen. Stoomlocomotieven rijden alleen op zaterdag en zondag. Het komt nogal eens voor dat ritten uit de vooraf gepubliceerde dienstregeling vervallen.

## Oostwaarts
De oostelijke tak van de NBVJ sluit bij Ervalla station aan op de reguliere spoorlijn van Örebro naar Frövi. De treinen van de NBVJ eindigen echter voor dit knooppunt in Löth, op 14,9 kilometer van Nora. De meeste treinen gaan zelfs niet verder dan Järle op 9,4 kilometer van Nora. Järle kan bogen op het oudste stationsgebouw van Zweden, dat nog steeds aan een actieve spoorlijn ligt. Dat station is overigens niet meer dan een eenvoudig houten huisje.
Het traject Örebro - Nora - Ervalla is de oudste spoorlijn met normaalspoor in Zweden. De eerste treinen reden op 5 maart 1856. Een deel van de festiviteiten in het kader van 150 jaar spoorwegen in Zweden vond daarom plaats in Nora. Koning Carl XVI Gustaf was op 5 juni 2006 daarbij te gast, precies 150 jaar na de officiële opening van de oostelijke tak.

## Westwaarts
De westelijke tak van de NBVJ voert in eerste instantie naar Gyttorp op 4,9 kilometer van Nora. Tussen Nora en Gyttorp leidt een zijspoor naar het historische mijndorpje Pershyttan. Om in Pershyttan te komen moeten treinen uit Nora kopmaken in the middle of nowhere. Het zijspoor met een lengte van twee kilometer is in 1988 opnieuw aangelegd voor de museumspoorlijn. Het was opgebroken in 1975, nadat in 1966 de laatste mijn in Pershyttan gesloten was. In Pershyttan staan twee spoorwegrijtuigen, die dienstdoen als restaurant.
Vanaf Gyttorp loopt de westelijke tak via Granbergsdal door naar het station Bofors in Karlskoga, dat 41,6 kilometer van Nora ligt. Dit gedeelte van de baan wordt alleen bereden op zaterdag: 's ochtends is er een railbusrit vanuit Bofors, op het einde van de middag is er een rit terug. De reis Nora - Bofors duurt ruim twee uur, inclusief een pauze van twintig minuten in Nya Viker.

## Jernets Bana
Vanaf station Bofors zijn er ook railbusritten naar Degerfors en naar Björkborn en Granbergsdal binnen de gemeente Karlskoga. Dit vervoer vindt plaats onder auspiciën van de gemeente Karlskoga onder de naam Jernets Bana (IJzerbaan). Wegens personeel gebrek rijden in 2014 geen stoomlokomotieven.

## Foto's

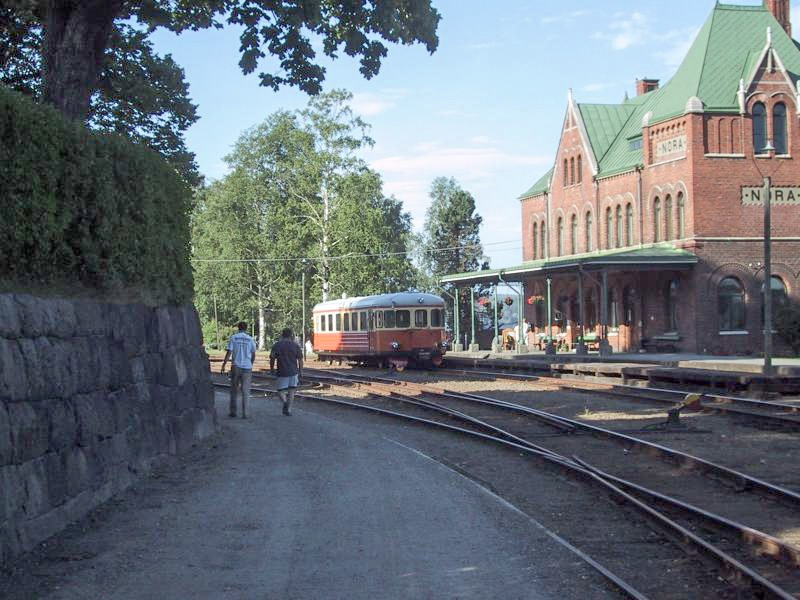
Spoorwegstation in Nora
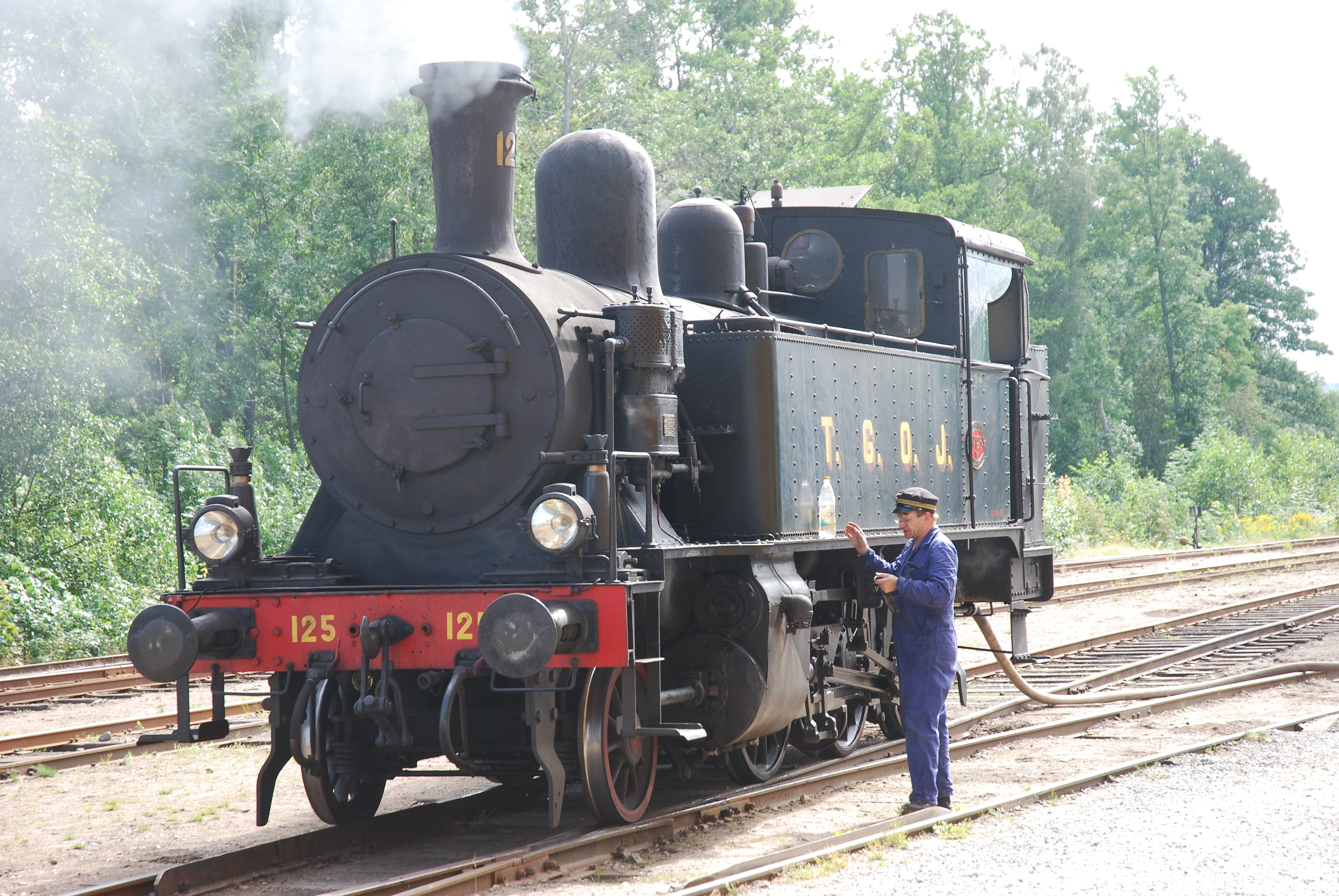
Stoomlocomotief uit 1908 op station Nora